# منتخب سنغافورة للكريكت للسيدات
منتخب سنغافورة للكريكت للسيدات هو ممثل سنغافورة الرسمي في المنافسات الدولية في الكريكت للسيدات .